# HMS Superb (1875)
Pour les autres navires du même nom, voir HMS Superb.
Le HMS Superb était un cuirassé à batterie centrale construit par Sir Edward Reed pour la marine ottomane en Grande-Bretagne par la Thames Ironworks and Shipbuilding Company sous le nom de Hamidieh.
Avec les deux navires de la Belleisle-class ironclad (en) et le HMS Neptune (1874), il fut obligatoirement acheté par le gouvernement britannique lors de la peur de la guerre russo-turque de 1878. Ses dessins de conception originaux la montrent comme un HMS Hercules agrandi avec un armement plus lourd et une armure plus épaisse; il a été largement modifié par rapport à ces plans après son achat, ce qui a entraîné un écart de cinq ans entre son lancement et son achèvement. Sa dunette et son gaillard d'avant ont été agrandis, lui permettant de transporter seize canons à chargement par la bouche de dix pouces. C'était le plus grand nombre de canons lourds de calibre uniforme jamais transportés sur un cuirassé britannique. Il a également reçu des projecteurs, un équipement de lancement de torpilles, des soutes à charbon supplémentaires et des cabines supplémentaires.
Dans sa conception originale, le pont du mess était exceptionnellement élevé. Dans sa conversion, un pont supplémentaire a été ajouté à environ cinq pieds sous les poutres, pour être utilisé pour élinguer des hamacs. Il a toujours été connu sous le nom de "pont des esclaves".
Bien que Superb ait été conçu pour pouvoir naviguer à la voile et qu'il ait été gréé en trois-mâts barque à cette fin, il a été constaté qu'il était ingérable sans moteur, de sorte qu'aucune statistique de navigation n'a jamais été obtenue.
Il avait un navire jumeau, le Mesudiye, qui a été commandé par la marine ottomane comme prévu.

## Historique
Il a commandé à Chatham pour le service dans la Méditerranée le 4 octobre 1880 et est restée en poste pendant sept ans. Il a participé au bombardement d'Alexandrie sous le commandement du capitaine Thomas Le Hunt Ward, où il a tiré 310 obus de calibre 10 pouces sur les forts égyptiens. Il a reçu dix coups en retour, dont sept sur son armure, sans faire de victimes. 
Après la reconstruction à Chatham de 1887 à 1891, il était navire de garde sur la Clyde jusqu'en 1894, date à laquelle il a été versé dans la Fleet Reserve. Son seul autre temps en mer fut au moment des manœuvres de 1900. Le capitaine Rosslyn Wemyss fut nommé commandant le 25 novembre 1902, servant plusieurs mois jusqu'au printemps de l'année suivante. En 1904, il a été utilisé comme navire de transport hospitalier pour les cas infectieux, jusqu'à ce qu'il soit vendue en 1906.

## Galerie

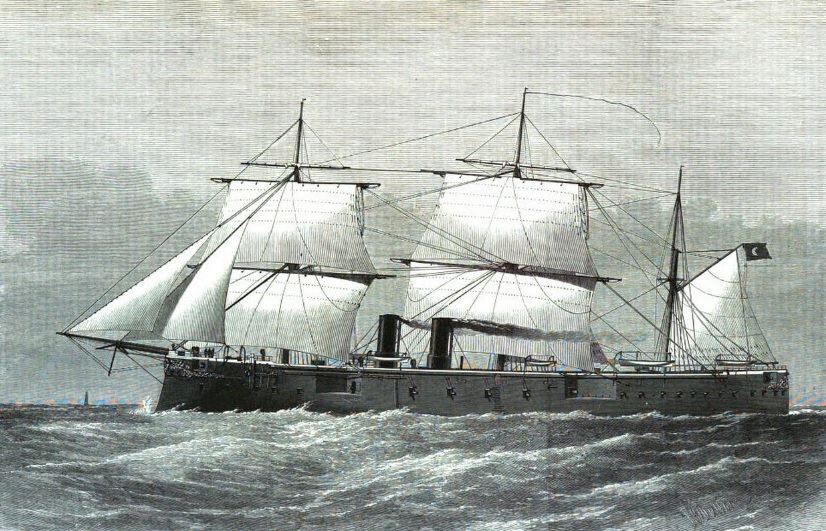
Illustration du navire sous voile
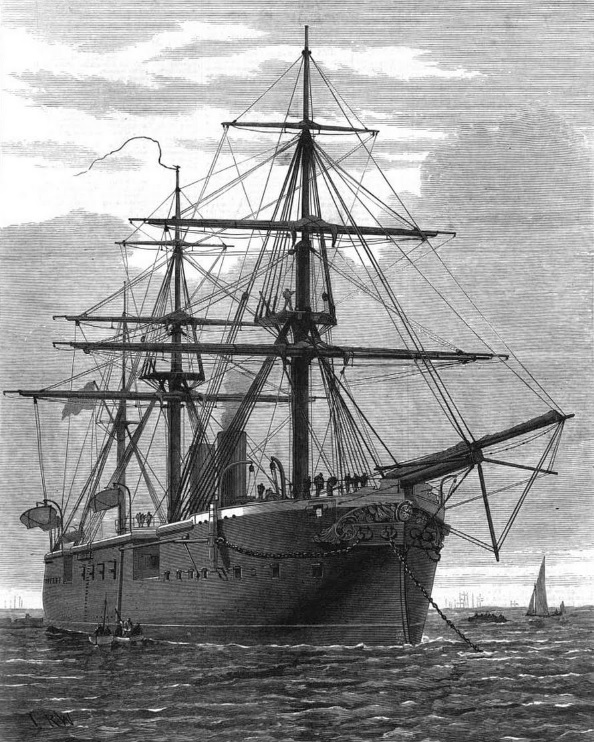
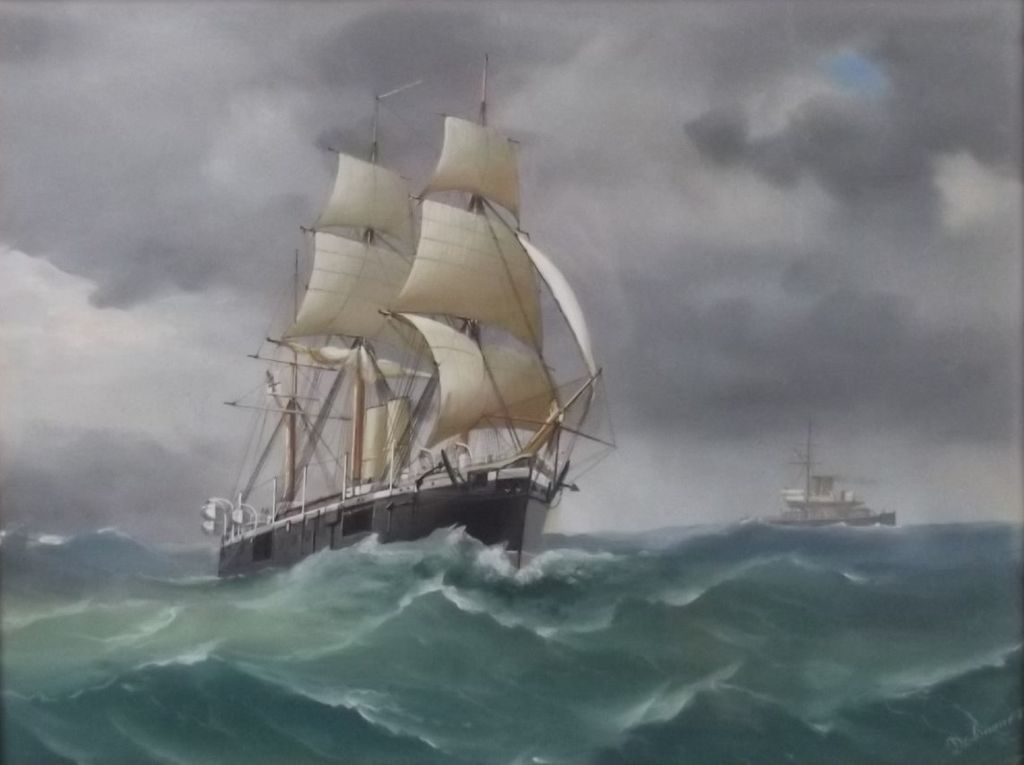
Painture du HMS Superb